# Brahmanbaria (distrito)
Brahmanbaria (ব্রাহ্মণবাড়িয়া, em bengali) é um distrito localizado na divisão de Chatigão, na região centro-oriental do Bangladexe. Sua capital é a cidade de Brahmanbaria.

## Geografia
O distrito possui uma área total de 1927,11 km². Limita-se ao norte  com os distritos de Kishoreganj e Habiganj; ao sul, com o distrito de Comilla; à leste, com o distrito de Hobiganj e o estado indiano de Tripurá; e à oeste, com o rio Meghna e os distritos de Kishoreganj, Narsingdi e Narayanganj.
A temperatura média anual máxima é de 34,3°C e a mínima é de 12,7°C. A precipitação média anual de chuvas é de 2551 mm.
O principais rios do distrito são Meghna, Titas, Buri e Haora.

## Educação
Dentre as instituições educacionais, são proeminentes as seguintes:
- Brahmanbaria College
- Brahmanbaria Women College
- Annada Government High School
- Sabera Sobhan Girls High School
- Niaz Mohammad High School
- Brahmanbaria High School
- Sarail Annada High School
- Crescent Kinder Garten